# Pascal Bastia
Pascal Bastia, né Pascal Simoni à Paris le 11 septembre 1908 et mort à Saint-Privat-des-Prés (Dordogne) le 12 juillet 2007,, est un compositeur français d'opérettes.

## Biographie
Fils du chansonnier-parolier-acteur-chanteur cinéaste Jean Bastia (1878-1940), né dans une famille originaire du village corse de Vescovato (famille Simoni).
Il est le frère du dessinateur Georges Bastia et du cinéaste Jean Bastia.
Pascal Bastia débute à 19 ans avec deux œuvres écrites sous le pseudonyme d'Irving Paris, Ma Femme (1927) et Un joli monsieur, mais ne connaît le vrai succès que sous son vrai nom avec l'opérette Dix-neuf ans (1933). Cette pièce est la première à s'inspirer du jazz léger introduit par Mireille et par le Quintette du Hot Club de France autour de Stéphane Grapelli et Django Reinhardt. Ce dernier figure dans l'orchestre qui accompagne les enregistrements de la pièce. En 1933, Dix-neuf ans tient l'affiche 300 fois (Théâtre Daunou). La distribution réunit Éliane de Creus (remplacée ultérieurement par Suzy Delair) et Jean Sablon, entourés de Lily Mounet, Jean Bastia, Reda Caire et quelques débutantes dont Viviane Romance. L'ouvrage est joué en province, à Amsterdam, à Oran. On compte plus de 1500 représentations. 
L'opérette suivante, Le Groom s'en chargera, n'est pas restée au répertoire mais une des chansons de l'œuvre, « Je tire ma révérence », créée par René Smith, a fait le tour du monde grâce à Jean Sablon.
Après la guerre, Pascal Bastia continue sa carrière avec des hauts et des bas, le plus souvent en province avec Mademoiselle Star (1945) ou Gardes françaises (Reims, 1962). Cette dernière pièce se rapproche de l'opéra-comique, comme les dernières œuvres de Georges van Parys ou de Maurice Yvain. Mais il ne retrouvera jamais le succès de Dix-neuf ans.
Pascal Bastia est un des premiers compositeurs à ne pas orchestrer lui-même ses partitions, à la manière américaine :Ma femme est orchestrée par André Sablon (frère aîné de Jean), Un joli monsieur par Mac Curthy, Dix-neuf ans par Jef de Murel et Michel Emer. Par contre il a écrit la plupart des livrets et des lyrics de ses opérettes. 
Auteur-compositeur de chansons, il est interprété par les plus grands : Jean Sablon, Joséphine Baker, Luc Barney. Il est également l'auteur de musiques et de scénarios de films. Il a écrit la comédie Ce monde n'est pas pour les anges (1950, Théâtre Édouard VII). En littérature, citons ses chroniques, nouvelles, pensées, recueils de poésies et romans. Il est également un sculpteur et peintre reconnu.

## Œuvres principales
Opérettes
- Ma femme, 1927
- Un joli monsieur, 1928
- Dix neuf ans, 1933
- Le Groom s'en chargera, 1935
- La Star et le champion, 1941
- Quel beau voyage!, 1942
- Mademoiselle Star, 1945
- Perdigal (opéra-bouffe), 1949
- Priscilla, 1949
- Ma Louisiane, 1951
- Valets de cœur, 1953
- Les Gardes Françaises, 1962
- Joli tambour, 1973
- Le Chant du Far-West,  1981
- L'Oncle du Brésil, 2000

Comédie musicale
- Nouvelle Orléans, 1957

Pièce de théâtre
- Ce monde n’est pas pour les anges, 1950 (comédie, Théâtre Édouard VII)